# Bruno Piceno
Bruno Piceno es un jugador de fútbol nacido en Tijuana, México el 6 de julio de 1991. Jugaba de mediocampista.

## Trayectoria
Tuvo su debut con el Club Tijuana contra Tigres UANL en el Estadio Universitario (UANL). El Club Tijuana perdió por marcador de 1-0. Bruno sumó 45 minutos en dicho encuentro. El 3 de mayo de 2013 anota su primer gol en la victoria del Club Tijuana 4-0 contra CD Guadalajara. El 30 de mayo de 2013 jugó 29 minutos en el partido de cuartos de final de vuelta contra el Atlético Mineiro.

## Clubes
| Club                     | País   | Año         |
| ------------------------ | ------ | ----------- |
| Club Tijuana             | México | 2010 - 2013 |
| Dorados de Sinaloa       | México | 2014 - 2015 |
| Cafetaleros de Tapachula | México | 2015        |
| Albinegros de Orizaba    | México | 2016        |
| Real Cuautitlán          | México | 2016 - 2017 |

## Palmarés

### Campeonatos nacionales
| Título                          | Club         | País   | Año  |
| ------------------------------- | ------------ | ------ | ---- |
| Torneo Apertura Liga de Ascenso | Club Tijuana | México | 2010 |
| Final de Ascenso                | Club Tijuana | México | 2011 |
| Torneo Apertura                 | Club Tijuana | México | 2012 |